# Google Nest
Google Nest是Google LLC的品牌之一，用于銷售智能家居产品，主要有智能音箱、智能显示器、智能恒温器、煙霧探測器、路由器以及包括智能門鈴、智能摄像头和智能鎖在內的安全警報系统。
前苹果工程师托尼·法戴爾和Matt Rogers于2010年创立Nest Labs公司，並建立Nest品牌。该公司的首款旗舰产品是于2011年推出的Nest Learning Thermostat。该产品具有可编程，自主学习和支持Wi-Fi等功能。 随后是2013年10月推出的烟雾和一氧化碳探测器。在2014年收购Dropcam之后，该公司于2015年6月开始推出其Nest Cam系列的安全摄像頭產品。
到2012年底，公司迅速扩展到130多名员工。Google于2014年1月以32亿美元的价格收购了Nest Labs，当时该公司雇用了280名员工。截至2015年底，Nest拥有1100多名员工，并在西雅图增添一座工程技术研究中心。
在Google重組為Alphabet Inc.子公司后，Nest同樣劃為Alphabet Inc.子公司，因而在2015年到2018年独立于Google运营。2018年，Nest被合并到了Google的家用设备部门，不再以Alphabet Inc.的子公司形式運營。在2019年5月，Google宣布所有家用电子产品将通過Google Nest品牌销售。